# Alma Mater

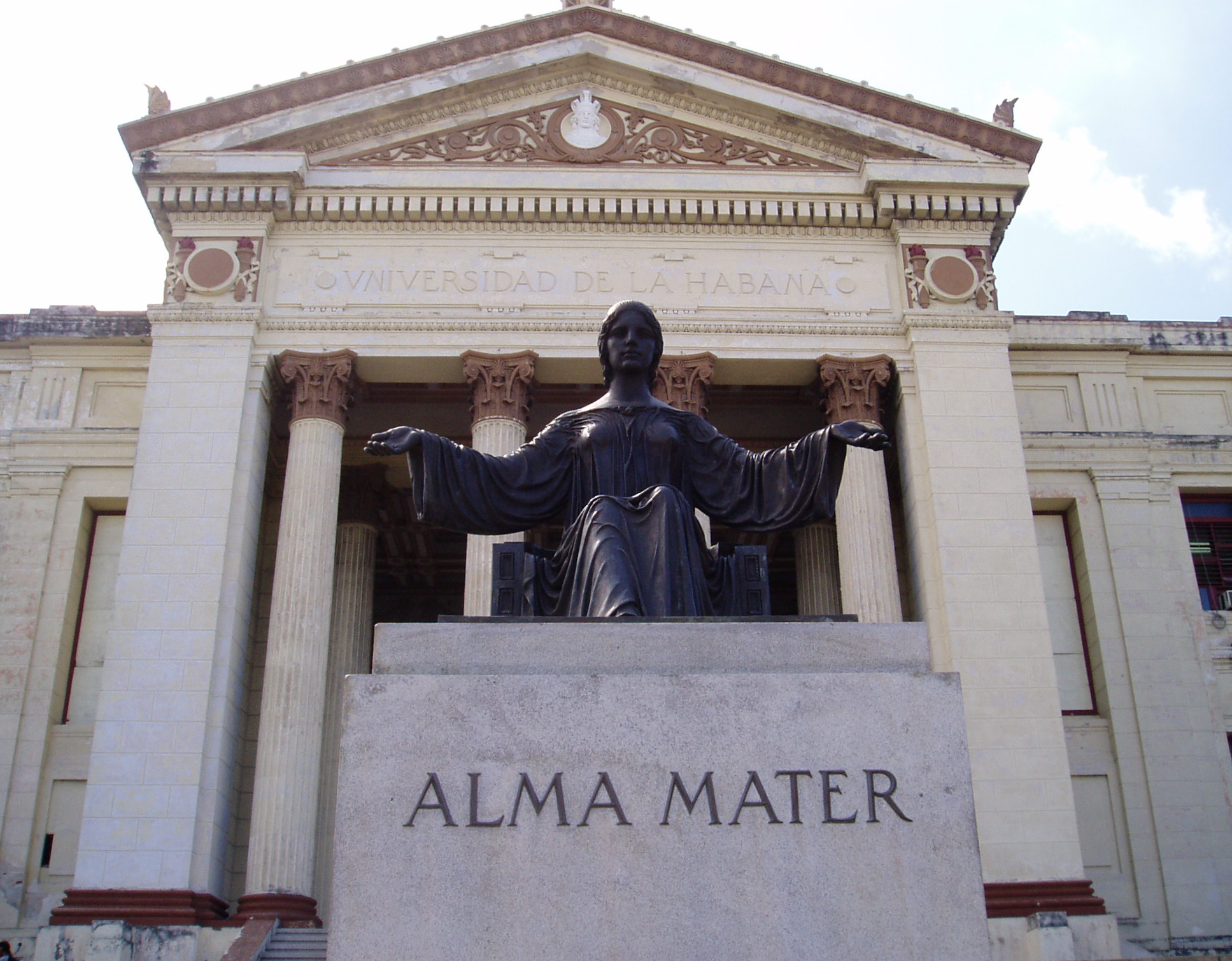
Statua Alma Mater wykonana przez Mario Korbel, przy wejściu na Uniwersytet w Hawanie

Alma Mater (tłumaczenie z łaciny: matka karmicielka, matka karmiąca) – uroczysta nazwa średniowieczna nadawana szkołom wyższym, zwłaszcza uniwersytetom i akademiom. 
Terminem tym określano na przykład Uniwersytet Jagielloński (Alma Mater Jagellonica). Pierwszy raz tej nazwy (Alma Mater Studiorum) użyto podczas otwarcia Uniwersytetu Bolońskiego w 1088 roku. Jest ona używana także współcześnie.
W starożytnym Rzymie terminu alma mater używano w odniesieniu do bogiń, przeważnie do Ceres i Kybele, a w dawnym chrześcijaństwie była to Maria z Nazaretu.
W krajach anglosaskich określenie to może również oznaczać hymn szkoły.